# جوزيف سوليفان (لاعب كريكت)
جوزيف سوليفان (21 سبتمبر 1890 - 8 فبراير 1932) (بالإنجليزية: Joseph Sullivan)‏ هو لاعب كريكت بريطاني (وحمل سابقاً جنسية المملكة المتحدة لبريطانيا العظمى وأيرلندا). لعب مع Europeans cricket team ‏.

## وصلات خارجية
- جوزيف سوليفان على موقع إي آس بي آن كريك إنفو (الإنجليزية)